# 아파치 스트럿츠
아파치 스트럿츠(Apache Struts)는 Java EE 웹 애플리케이션을 개발하기 위한 오픈 소스 프레임워크이다. 이전에는 자카르타 프로젝트의 하부프로젝트에 속하였으나 스트럿츠는 이제 최상위 레벨의 프로젝트가 되었다. MVC 아키텍처를 적용하는 개발자를 지원하기 위하여 자바 서블릿 API를 사용하고 확장하였다. 이것은 크레이그 맥클라나한(Craig McClanahan) 에 의해 최초로 만들어졌으며 2000년 5월 아파치 재단에 이관되었다.
이 프레임워크는 페이지 디자이너, 컴포넌트 개발자, 프로젝트 일부를 담당하는 다른 개발자 등 성격이 다른 그룹들에 의해 다루어지는 대형 웹 애플리케이션의 설계와 구현을 가능케 한다. I18N (국제화), 강력한 커스텀 태그 라이브러리, 타일형 디스플레이, 폼 유효성 검사 등의 특징을 가진다. 또한 다양한 프레젠테이션 레이어들을 지원하여, JSP, XML/XSLT, JSF, 벨로시티 등을 포함하고 있으며 또한 JavaBeans와 EJB 등 다양한 모델 레이어를 포함하고 있다.

## MVC 프레임워크와의 경쟁
비록 스트럿츠는 매우 잘 문서화 되어있고, 성숙화 되어있으며 자바 애플리케이션으로 백 엔드를 개발하기 위한 대중적인 프레임워크이지만 스프링 프레임워크, Stripes, 태피스트리 등 더욱 새로워진 "경량" MVC 프레임워크의 새로운 도전자들을 맞이하고 있다. 앞으로는 스트럿츠와 함께 새로운 XForms 표준과 프레임워크가 복잡한 웹 폼 유효성 검사를 위한 또다른 옵션이 될 수 있을 것이다.

## 대한민국의 현황
Java EE 웹 애플리케이션 분야에 있어서는 거의 독보적인 위치를 차지하고 있다. 최근에는 앞에서 언급한 스프링 프레임워크와 결합하여 제어계층을 담당하는 축이 되어가고 있다. 스트럿츠는 또한 스프링 프레임워크를 통해 iBATIS, 하이버네이트(Hibernate) 등의 퍼시스턴트 계층을 담당하는 프레임워크와 결합하여 다중 프레임워크 형태로 진화하고 있다.

## 같이 보기
- MVC
- 자카르타
- Java EE